# West Milwaukee, Wisconsin
West Milwaukee là một làng thuộc quận Milwaukee, tiểu bang Wisconsin, Hoa Kỳ. Năm 2006, dân số của làng này là 4201 người.